# Biratnagar
Biratnagar es un municipio situado en el sureste de Nepal. Es la sexta ciudad más grande de Nepal, con una población de 244.750 habitantes a los cuales hay que sumar el medio millón de personas que viven en sus suburbios, haciendo que la población supere los 700.000 habitantes.

## Historia
Antiguamente, la ciudad se llamaba Gograha Bazaar. En 1914, el coronel Jit Bahadur Khatri, gobernador del distrito, estableció las bases del actual Biratnagar al trasladar el hospital, la oficina de correos, la prisión, el registro de la propiedad y las oficinas de auditoría y silvicultura desde Rangeli, la capital del distrito en ese momento, a Gograha Bazaar.

## Economía
Los principales motores económicos de Biratnagar son los negocios y la industria. Biratnagar exporta fideos instantáneos, galletas y prendas de vestir a la India y a otras ciudades de Nepal. También exporta prendas de vestir a Estados Unidos y algunos países europeos. La ciudad siempre ha sido el centro del comercio y de negocios de Nepal y es conocida como la capital industrial del país.

## Clima
| Parámetros climáticos promedio de Aeropuerto de Biratnagar (1981-2010) | Parámetros climáticos promedio de Aeropuerto de Biratnagar (1981-2010) | Parámetros climáticos promedio de Aeropuerto de Biratnagar (1981-2010) | Parámetros climáticos promedio de Aeropuerto de Biratnagar (1981-2010) | Parámetros climáticos promedio de Aeropuerto de Biratnagar (1981-2010) | Parámetros climáticos promedio de Aeropuerto de Biratnagar (1981-2010) | Parámetros climáticos promedio de Aeropuerto de Biratnagar (1981-2010) | Parámetros climáticos promedio de Aeropuerto de Biratnagar (1981-2010) | Parámetros climáticos promedio de Aeropuerto de Biratnagar (1981-2010) | Parámetros climáticos promedio de Aeropuerto de Biratnagar (1981-2010) | Parámetros climáticos promedio de Aeropuerto de Biratnagar (1981-2010) | Parámetros climáticos promedio de Aeropuerto de Biratnagar (1981-2010) | Parámetros climáticos promedio de Aeropuerto de Biratnagar (1981-2010) | Parámetros climáticos promedio de Aeropuerto de Biratnagar (1981-2010) |
| Mes                                                                    | Ene.                                                                   | Feb.                                                                   | Mar.                                                                   | Abr.                                                                   | May.                                                                   | Jun.                                                                   | Jul.                                                                   | Ago.                                                                   | Sep.                                                                   | Oct.                                                                   | Nov.                                                                   | Dic.                                                                   | Anual                                                                  |
| ---------------------------------------------------------------------- | ---------------------------------------------------------------------- | ---------------------------------------------------------------------- | ---------------------------------------------------------------------- | ---------------------------------------------------------------------- | ---------------------------------------------------------------------- | ---------------------------------------------------------------------- | ---------------------------------------------------------------------- | ---------------------------------------------------------------------- | ---------------------------------------------------------------------- | ---------------------------------------------------------------------- | ---------------------------------------------------------------------- | ---------------------------------------------------------------------- | ---------------------------------------------------------------------- |
| Temp. máx. media (°C)                                                  | 22.7                                                                   | 26.1                                                                   | 30.9                                                                   | 33.9                                                                   | 33.3                                                                   | 32.9                                                                   | 32.1                                                                   | 32.5                                                                   | 32.1                                                                   | 31.6                                                                   | 29.3                                                                   | 25.4                                                                   | 30.2                                                                   |
| Temp. mín. media (°C)                                                  | 9.0                                                                    | 11.1                                                                   | 15.6                                                                   | 20.4                                                                   | 23.3                                                                   | 25.2                                                                   | 25.6                                                                   | 25.8                                                                   | 24.7                                                                   | 21.1                                                                   | 15.3                                                                   | 10.5                                                                   | 19                                                                     |
| Precipitación total (mm)                                               | 11.7                                                                   | 13.2                                                                   | 13.2                                                                   | 53.1                                                                   | 186.0                                                                  | 302.4                                                                  | 530.8                                                                  | 378.3                                                                  | 298.8                                                                  | 91.8                                                                   | 5.9                                                                    | 6.6                                                                    | 1891.8                                                                 |
| [cita requerida]                                                       |                                                                        |                                                                        |                                                                        |                                                                        |                                                                        |                                                                        |                                                                        |                                                                        |                                                                        |                                                                        |                                                                        |                                                                        |                                                                        |